# Hit Mania Estate 2016
Hit Mania Estate 2016 è una compilation di artisti vari facente parte della serie Hit Mania pubblicata il 22 Luglio 2016.
È stata pubblicata sia in versione singola (2 CD + rivista), sia in versione cofanetto (4 CD + rivista) che oltre "Hit Mania Estate 2016" e "Hit Mania Estate 2016 Club Version" contiene anche il CD3: "URBANOLOGY G.O. Mixtape" e il CD4: "CHILL & DEEP HOUSE PARTY Estate 2016".
La compilation è stata mixata dal DJ Mauro Miclini.
La copertina è stata curata e progettata da Gorial.

## CD1 Hit Mania Estate 2016
1. Mike Posner – I Took A Pill In Ibiza (Seeb Rmx)
2. J. Balvin – Ginza
3. DNCE – Cake By The Ocean
4. Kungs & Cookin' On 3 Burners – This Girl
5. DJ Jump – Sikania (feat. Gretha Ellis & The Bleach)
6. Bob Sinclar – Someone Who Needs Me
7. Benny Benassi & Chris Brown – Paradise
8. Aston Merrygold – Get Stupid
9. Avicii – Taste The Feeling
10. Lea Rue – Sleep, For The Weak! (Lost Frequencies Rmx)
11. Cityflash – Summer Party (feat. Dhany)
12. Steven May & Rohand – Spend My Night
13. Mc Groove – Back To Life
14. Joe Berté – Esto Es El Guaco (Eho Eh Radio Edit) (feat. El Tremendo)
15. Simone Orrico – I'm In Love (Club Edit)
16. Devid Morrison – The Music On Tonight (feat. Rocksi Lone)
17. Moseek – Venice and Paris
18. Primaluce & Noozer – Stars (feat. Elis)
19. Jacopo Galeazzi – In Love
20. Lait – Electric Love
21. Max Gazzè – Ti Sembra Normale
22. Jake La Furia – Me Gusta (feat. Alessio La Profunda Melodia)
23. The Strumbellas – Spirits
24. LP – Lost On You

## CD2 Hit Mania estate 2016 - Club Version
1. Jonny Duccini – Disco Paris (feat. Charles Castellini)
2. Biagio Lisanti – See My Face (feat. Junior Paes)
3. Viola G. – I Can Get You (feat. Haron Mc)
4. Biagio Lisanti – Summer Time (feat. Junior Paes)
5. Maui – Drift Away
6. Kaldee – Summer Love (feat. Rytha Nicols)
7. Summercamp – Into The Groove
8. Besford – Summer (feat. Scott Paynter)
9. Naxos – I Need Love
10. Robina – Just To Me
11. Mirko Alimenti – Party People (feat. Mark Storm)
12. Jajo – Estamos En Carnaval
13. Kayra – Bring Away
14. Sean Norvis – Piece Of Me
15. SLANGSHIP BROTHERS – Don’t Wake Me Up (feat. Nathan Brumley)
16. Different Gruv – Summer Days
17. Gaja – Together We Will Stand
18. Sygma – A Part Of Me (Sygma Mix) (feat. Fragile)
19. The Houser – Take Me Higher
20. Elaic – You Will Smile Again (feat. Freddy The Voice)
21. Carocci – Over
22. 74 Bros – Pill
23. Rik Spin – Sensitive (feat. Alessio)
24. Cecile – Afrofunky